# Geniedijk

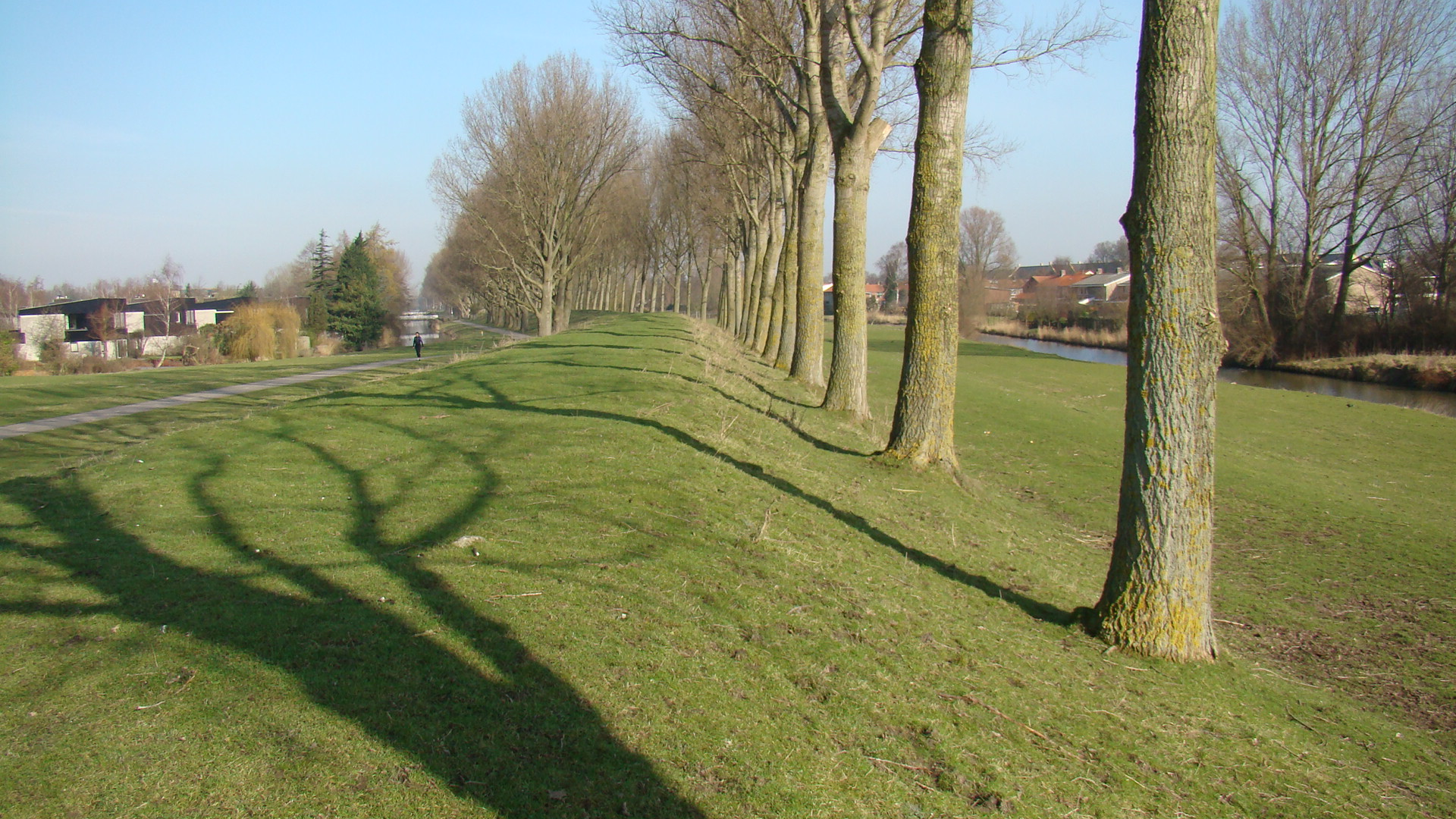
De Geniedijk in Hoofddorp

Een geniedijk is een dijk, meestal waterkerend, die in opdracht van de genie en betaald door het Ministerie van Oorlog/Defensie werd aangelegd. 
In een aantal gevallen zit 'geniedijk' in de naam, zoals bij Kudelstaart, vaak wordt ook de term 'liniewal' gebruikt. Ook tussen Arnhem en Nijmegen ligt een dergelijke dijk. Een van de bekendste is de Geniedijk Haarlemmermeer.